# José Ramón Aguirre
Pour les articles homonymes, voir José Aguirre et Aguirre.
José Ramón Aguirre (né le 31 août 1988) est un coureur cycliste mexicain, qui participe à des compétitions sur route et sur piste. Il est notamment devenu champion panaméricain de l'américaine en 2013, avec son compatriote Diego Yépez.
Ses frères José Alfredo et Juan Antonio sont également coureurs cyclistes. 

## Palmarès sur route

### Par années
- 2006
  - 6e étape de la Vuelta a San Luis Potosí
- 2008
  - 6e étape de la Vuelta a Guanajuato
  - 4e étape du Tour du Chiapas
- 2010
  - 1re et 5e étapes de la Vuelta Mazatlán
  - 3e de la Vuelta Mazatlán
- 2011
  - 3e étape de la Vuelta a Puebla
- 2012
  - 6e étape de la Vuelta Mazatlán
  - 2e de la Vuelta Mazatlán
- 2013
  - 2e du Tour du Michoacán
- 2014
  - 4e étape du Tour du Michoacán
- 2017
  - 2e du Tour du Michoacán
- 2022
  - Vuelta a Nuevo León
- 2023
  - 7e étape de la Vuelta a Nuevo León
  - 2e de la Vuelta a Nuevo León

### Classements mondiaux
| Année            | 2009 | 2010 | 2011 | 2012 | 2013 |
| ---------------- | ---- | ---- | ---- | ---- | ---- |
| UCI America Tour | 124e |      | 326e |      | 227e |

## Palmarès sur piste

### Championnats panaméricains
- Aguascalientes 2010
  -  Médaillé de bronze de la course aux points
- Mexico 2013
  -  Médaillé d'or de l'américaine (avec Diego Yépez)
  -  Médaillé de bronze de la poursuite par équipes (avec José Alfredo Aguirre, Edibaldo Maldonado et Diego Yépez)
- Aguascalientes 2014
  - Quatrième de l'Américaine (avec Ignacio Sarabia)[4]
  - Septième de la poursuite par équipes (avec Ignacio Sarabia, Diego Yépez et Luis Macías)[5]
  - Seizième de la poursuite individuelle[6]

### Jeux d'Amérique centrale et des Caraïbes
- Mayagüez 2010
  -  Médaillé de bronze de la poursuite par équipes (avec Juan Enrique Aldapa, Luis Macías et Ignacio Sarabia)
- Veracruz 2014
  -  Médaillé d'argent de la poursuite par équipes

### Championnats nationaux
- 2012
  -  Champion du Mexique de poursuite par équipes (avec José Alfredo Aguirre, Edibaldo Maldonado et Diego Yépez)
  -  Champion du Mexique de l'américaine (avec José Alfredo Aguirre)
- 2013
  -  Champion du Mexique de poursuite par équipes (avec José Alfredo Aguirre, Edibaldo Maldonado et Diego Yépez)
  -  Champion du Mexique de l'américaine (avec Diego Yépez)
- 2014
  -  Champion du Mexique de poursuite
  -  Champion du Mexique de poursuite par équipes (avec Luis Macías, Ignacio Sarabia et Diego Yépez)
  - 2e du championnat du Mexique de course aux points
- 2015
  -  Champion du Mexique de poursuite par équipes (avec Ignacio Sarabia, Diego Yépez et Francisco Gómez)
  -  Champion du Mexique de l'américaine (avec Ignacio Sarabia)
- 2017
  -  Champion du Mexique de poursuite par équipes (avec Juan Antonio Aguirre, Ignacio Sarabia et Carlos Cuervo)
  - 3e du championnat du Mexique de course aux points
- 2018
  -  Champion du Mexique de poursuite par équipes (avec José Alfredo Aguirre, Ignacio Sarabia et Emiliano Mirafuentes)
  - 2e du championnat du Mexique du scratch
- 2019
  -  Champion du Mexique de poursuite par équipes (avec José Alfredo Aguirre, Ignacio Sarabia et Daniel Badilla)